# Hawthorn Memorial Trophy
L’Hawthorn Memorial Trophy è un premio, attribuito annualmente, al pilota britannico o del Commonwealth, che ottiene la miglior classificazione nel Campionato mondiale di Formula 1. È dedicato alla memoria di Mike Hawthorn, primo pilota britannico ad aggiudicarsi il titolo mondiale, nel 1958. L'attuale detentore è il britannico Lando Norris, che ha vinto il trofeo, per la prima volta, nella stagione 2024. Viene, solitamente, consegnato nel corso del Gran Premio di Gran Bretagna, dell'anno successivo.

## Storia
Il premio venne istituito nel 1959, e venne vinto, nella sua prima edizione dall'australiano Jack Brabham, che si impose per un totale di tre volte. Il primo pilota britannico, ad aggiudicarsi il premio, fu Stirling Moss, nel 1961. Nel 1979 il premio non venne attribuito a Gilles Villeneuve, giunto secondo nel mondiale, ma ad Alan Jones, giunto terzo.
Il pilota che ha vinto questo trofeo, per il maggior numero di volte, è stato Lewis Hamilton (con 11 vittorie), seguito, con 7 successi, da Nigel Mansell. Nel 2005 Button ottenne il trofeo chiudendo, nella classifica del mondiale, solo al nono posto, peggior prestazione assoluta per uno dei vincitori del premio.

## Albo d'oro
| Anno | Vincitore           | Pos. Camp. |
| ---- | ------------------- | ---------- |
| 1959 | Jack Brabham        | 1°         |
| 1960 | Jack Brabham (2)    | 1°         |
| 1961 | Stirling Moss       | 3°         |
| 1962 | Graham Hill         | 1°         |
| 1963 | Jim Clark           | 1°         |
| 1964 | John Surtees        | 1°         |
| 1965 | Jim Clark (2)       | 1°         |
| 1966 | Jack Brabham (3)    | 1°         |
| 1967 | Denny Hulme         | 1°         |
| 1968 | Graham Hill (2)     | 1°         |
| 1969 | Jackie Stewart      | 1°         |
| 1970 | Denny Hulme (2)     | 4°         |
| 1971 | Jackie Stewart (2)  | 1°         |
| 1972 | Jackie Stewart (3)  | 2°         |
| 1973 | Jackie Stewart (4)  | 1°         |
| 1974 | Denny Hulme (3)     | 7°         |
| 1975 | James Hunt          | 4°         |
| 1976 | James Hunt (2)      | 1°         |
| 1977 | James Hunt (3)      | 5°         |
| 1978 | John Watson         | 6°         |
| 1979 | Alan Jones          | 3°         |
| 1980 | Alan Jones (2)      | 1°         |
| 1981 | Alan Jones (3)      | 3°         |
| 1982 | John Watson (2)     | 3°         |
| 1983 | John Watson (3)     | 6°         |
| 1984 | Derek Warwick       | 7°         |
| 1985 | Nigel Mansell       | 6°         |
| 1986 | Nigel Mansell (2)   | 2°         |
| 1987 | Nigel Mansell (3)   | 2°         |
| 1988 | Derek Warwick (2)   | 8°         |
| 1989 | Nigel Mansell (4)   | 4°         |
| 1990 | Nigel Mansell (5)   | 5°         |
| 1991 | Nigel Mansell (6)   | 2°         |
| 1992 | Nigel Mansell (7)   | 1°         |
| 1993 | Damon Hill          | 3°         |
| 1994 | Damon Hill (2)      | 2°         |
| 1995 | Damon Hill (3)      | 2°         |
| 1996 | Damon Hill (4)      | 1°         |
| 1997 | Jacques Villeneuve  | 1°         |
| 1998 | David Coulthard     | 3°         |
| 1999 | Eddie Irvine        | 2°         |
| 2000 | David Coulthard (2) | 3°         |
| 2001 | David Coulthard (3) | 2°         |
| 2002 | David Coulthard (4) | 5°         |
| 2003 | David Coulthard (5) | 7°         |
| 2004 | Jenson Button       | 3°         |
| 2005 | Jenson Button (2)   | 9°         |
| 2006 | Jenson Button (3)   | 6°         |
| 2007 | Lewis Hamilton      | 2°         |
| 2008 | Lewis Hamilton (2)  | 1°         |
| 2009 | Jenson Button (4)   | 1°         |
| 2010 | Mark Webber         | 3°         |
| 2011 | Jenson Button (5)   | 2°         |
| 2012 | Lewis Hamilton (3)  | 4°         |
| 2013 | Mark Webber (2)     | 3°         |
| 2014 | Lewis Hamilton (4)  | 1°         |
| 2015 | Lewis Hamilton (5)  | 1°         |
| 2016 | Lewis Hamilton (6)  | 2          |
| 2017 | Lewis Hamilton (7)  | 1°         |
| 2018 | Lewis Hamilton (8)  | 1°         |
| 2019 | Lewis Hamilton (9)  | 1°         |
| 2020 | Lewis Hamilton (10) | 1°         |
| 2021 | Lewis Hamilton (11) | 2°         |
| 2022 | George Russell (1)  | 4°         |
| 2023 | Lewis Hamilton (12) | 3°         |
| 2024 | Lando Norris (1)    | 2°         |

## Maggior numero di vittorie
| Vittorie | Pilota          |
| -------- | --------------- |
| 12       | Lewis Hamilton  |
| 7        | Nigel Mansell   |
| 5        | Jenson Button   |
| 5        | David Coulthard |
| 4        | Damon Hill      |
| 4        | Jackie Stewart  |
| 3        | Alan Jones      |
| 3        | John Watson     |
| 3        | James Hunt      |
| 3        | Denny Hulme     |
| 3        | Jack Brabham    |
| 2        | Derek Warwick   |
| 2        | Graham Hill     |
| 2        | Jim Clark       |
| 2        | Mark Webber     |